# 사례교위부
사례교위부(司隸校尉部)는 중국 역사상의 옛 행정 구역 중 하나이며, 한나라 당시 사례교위(司隸校尉)가 관장하며 행정을 감독하는 지역을 일컫는다. 삼국 시대 이후에는 사주(司州)라고 불렸으며, 경조윤(京兆尹)과 하남윤(河南尹)이 각각 장안(長安)과 낙양(洛陽)을 다스렸다.

## 군 · 군국

### 전한
경조윤(京兆尹) · 좌풍익(左馮翊) · 우부풍(右扶風) · 홍농군(弘農郡) · 하내군(河內郡) · 하남군(河南郡) · 하동군(河東郡)

## 후한
각 군국 밑에 나열한 것은 속현(屬縣)의 목록이며, 치소(治所)가 있었던 곳은 굵은 글씨로 표기하였다.

### 삼국 시대

#### 조위
하남윤(河南尹) · 홍농군(弘農郡) · 하동군(河東郡) · 평양군(平陽郡) · 하내군(河內郡) · 원무군(原武郡) · 야왕군(野王郡) · 형양군(滎陽郡) · 조가군(朝歌郡)

### 서진
하남군(河南郡) · 형양군(滎陽郡) · 홍농군(弘農郡) · 상락군(上洛郡) · 평양군(平陽郡) · 하동군(河東郡) · 급군(汲郡) · 하내군(河內郡) · 광평군(廣平郡) · 양평군(陽平郡) · 위군(魏郡) · 돈구군(頓丘郡)

### 남조

#### 유송
유유가 후진을 격파하고 중원지역을 수복한 뒤 사주를 다시 두었다. 당시 사주는 호뢰성(虎牢城, 현재의 정저우시 싱양시 서북 호로관)에 두었다. 당시 사주는 하남군, 형양군, 홍농군의 3군과 휘하 27현 16,306호의 주민을 거느렸다. 그러나 유유가 중원을 포기하자 폐지되었다. 이후 유송 문제 원가 말기 여남군일대에서 재설치되었으나 얼마못가 폐지되었다. 476년(유송 후폐제 원휘 4년), 북위에 의해 여남군이 공격당하자, 사주자사부가 의양군으로 옮겨졌고 안륙군, 수군, 안만군의 3개 군이 사주로 편입되었다. 이후 송나라 사주는 4군 20현을 거느렸다. 사주자사의 치소가 있었던 의양에서 건강까지 수로로 2,700리, 육로로 1,700리 거리였다.
의양군(義陽郡) · 수양군(隨陽郡) · 안륙군(安陸郡) · 남여남군(南汝南郡)

#### 남제
남제 때 사주는 아래의 군을 통치했다.
남의양군(南義陽郡) · 북의양군(北義陽郡) · 수군(隨郡) · 안륙군(安陸郡) · 여남군(汝南郡) · 제안군(齊安郡) · 회남군(淮南郡) · 송안좌군(宋安左郡) · 안만좌군(安蠻左郡) · 영녕좌군(永寧左郡) · 동의양좌군(東義陽左郡) · 동신안좌군(東新安左郡) · 신성좌군(新城左郡) · 위산좌군(圍山左郡) · 건녕좌군(建寧左郡) · 북회안좌군(北淮安左郡) · 남회안좌군(南淮安左郡) · 북수안좌군(北隨安左郡) · 동수안좌군(東隨安左郡)

## 같이 보기
- 중서성